# IPK (기업)
주식회사 iPK(영어: i Pioneer Korea)는 대한민국의 주류 제조회사이다. 

## 상세
주식회사 iPK는 2025년 2월 1일 이경태 대표에 의해 설립된 회사로 경상남도 양산시에 소재하고 있다. 효모를 통해 발효된 액체를 최고급 증류기를 사용하여 분리하고 오크통을 거쳐 숙성시켜 주류를 제조한다. 알코올 도수 35도의 저도주를 생산하고 있고, 대표 상품으로 골드아이19(Gold i 19), 실버아이15(Silver i 15)가 있다.